# Elli Schmidt

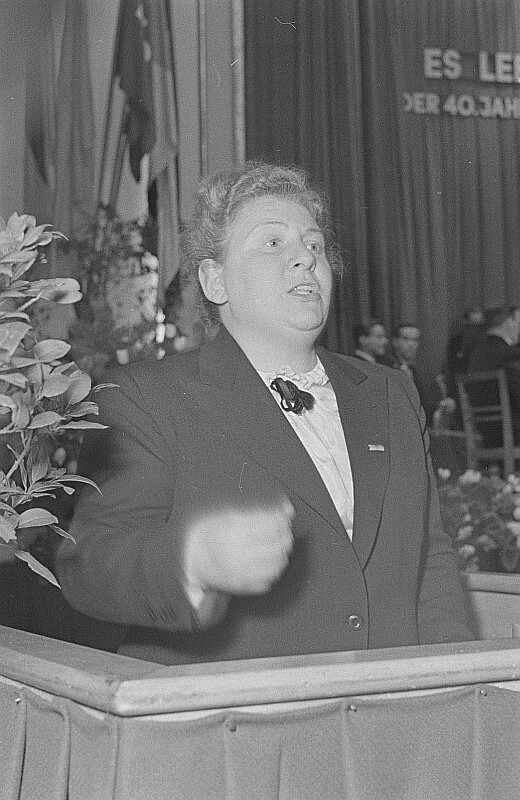
Elli Schmidt

Elli Schmidt (Berlijn, Duitse Keizerrijk, 9 augustus 1908 – Oost-Berlijn, Duitse Democratische Republiek, 30 juli 1980) was een Oost-Duits politica.

## Loopbaan
Elli Schmidt werd als dochter van een politieambtenaar in Berlin-Wedding geboren. Ze bezocht de volksschool (1914-1922) en volgde daarna een opleiding tot naaister (1922-1926). Tot 1932 was ze als naaister werkzaam. In 1926 sloot ze zich aan bij de arbeiderssportvereniging Fichte en in 1927 werd ze lid van de Kommunistische Jugendverband Deutschlands (communistische jeugdbeweging) en de Kommunistische Partei Deutschlands. Van 1931 tot 1932 was Schmidt leider van de vrouwenafdeling van de Berlijnse districtsleiding van de KPD.
Schmidt vertrok in 1932 naar de Sovjet-Unie voor een tweejarige opleiding aan de Internationale Leninschool in Moskou. Sinds 1934 werkte ze illegaal voor de KPD in Duitsland (dat inmiddels in de handen van de nazi's was gevallen). In 1935 nam ze deel aan het Wereldcongres van de Comintern in Moskou. Van 1936 tot 1937 verbleef Schmidt opnieuw illegaal in Duitsland, maar week in 1937 uit naar Parijs waar ze voor de KPD in ballingschap ging werken. In datzelfde jaar werd ze in het Centraal Comité van de KPD gekozen (tot 1946).
In 1940 emigreerde Elli Schmidt naar de Sovjet-Unie waar ze onder het pseudoniem Irene Gärtner voor het Nationalkomitees Freies Deutschlands werkte. Het NKFD werd gevormd door naar de USSR uitgeweken Duitsers en Duitse krijgsgevangenen. 
Direct na de oorlog ging Schmidt naar Duitsland terug en vestigde zich in de Sovjet-bezettingszone (SBZ). In 1945 werd ze in de leiding van de KPD van Groot-Berlijn gekozen en in 1946 werd ze in het Centraal Comité van de Socialistische Eenheidspartij van Duitsland (SED) gekozen en tevens samen met Käthe Kern co-voorzitter van de Vrouwencommissie van het Centraal Comité.
Na de oprichting van de Demokratischer Frauenbund Deutschlands (DFD) werd Schmidt in het partijbestuur van die organisatie gekozen. In 1948 werd ze voorzitter van de Demokratische Frauenbundes Berlin (DFB) en in 1949 voorzitter van de DFD. Schmidt werd ook in het bestuur van de Internationale Democratische Vrouwenfederatie (IDVF) gekozen. Daarnaast was ze voorzitter van de Staatscommissie van Handel, lid van het bestuur van het Nationale Front en kandidaat-lid van het Politbureau van de SED.
In 1953 uitte Schmidt samen met Wilhelm Zaisser en Rudolf Herrnstadt scherpe kritiek op het partijleiderschap van Walter Ulbricht. Hierdoor verloor ze haar functie als voorzitster van de DFD. In januari 1954 verloor ook haar functie in het Centraal Comité. Tot 1965 werkte ze als directrice van het Instituut voor de Kledingcultuur (later Duits Mode Instituut genaamd). Op 29 juli 1956 werd Elli Schmidt gerehabiliteerd.
Sinds 1949 leefde Schmidt samen met Anton Ackermann bij wie ze twee kinderen kreeg.
In 1965 verwierf Elli Schmidt de Vaderlandse Verdienstenorde van de DDR en in 1978 de Karl Marx Orde. 
Elli Schmidt overleed in 1980 op 71-jarige leeftijd en werd begraven op de Begraafplaats voor Socialisten in Berlin-Friedrichsfelde.
- Gemeinsame Normdatei: 1036146707
- International Standard Name Identifier: 0000 0001 1720 3320
- Nationale Bibliotheek van Polen: a0000002900786
- Système universitaire de documentation: 081060688
- Virtual International Authority File: 165115510
- WorldCat: E39PBJghmyf93kH9mgChXbXfMP